# Heligmonevra occidentalis
Heligmonevra occidentalis är en tvåvingeart som först beskrevs av Ricardo 1925.  Heligmonevra occidentalis ingår i släktet Heligmonevra och familjen rovflugor. Inga underarter finns listade i Catalogue of Life.